# Келишка шведська
Келишка шведська (Calypogeia suecica) — вид печіночників родини келишкових (Calypogeiaceae).

## Поширення
Батьківщиною є Європа, Макаронезія, Азія, Північна Америка.
Calypogeia suecica живуть у мертвій деревині у вологих тінистих лісах. Зростає на більш розкладеній, вологій, гнилій деревині хвойних, рідше листяних дерев. Популяції на відкритих торфовищах відомі лише з Великої Британії.

## Характеристика
Це дрібнорослий вид. Розпростерті рослини від оливково-зеленого до світло-коричневого кольору утворюють плоскі угруповання чи спорадично ростуть серед інших мохів. Вони ≈ 1–2 міліметри в ширину і зазвичай 0,5–1, рідко до 3 сантиметрів в довжину. Листя приблизно 1 міліметра завдовжки і завширшки, від серцеподібної до широкояйцевидної форми, дещо порожнисті, тупо загострені, закруглені або злегка окаймлені. Клітини листя округло-шестикутні, розміром близько 25-40 мікрометрів, кути клітин помірно потовщені. Масляні тіла від сферичних до овальних, водяного кольору і складаються з кількох окремих крапельок. Статевий розподіл може бути дводомним або однодомним. Спорогони та виводкові тіла є рідкісними.